# رو (ایتالیا)
شهر  رو (به ایتالیایی: Rho) با جمعیت ۵۰٬۱۴۳ نفر  در استان میلان در ناحیه لمباردی در شمال کشور ایتالیا واقع شده‌است.